# Історія Пензенської області
Історія Пензенської області вивчає історію у межах сучасної Пензенської області Російської Федерації.

## Стародавня історія
Тиссагети Геродота ототожнюються сучасними дослідниками з племенами залізної доби городецької культури. Ці племена входили у сферу впливу скіфських народів, та згодом взяли участь у формуванні мордовського народу.

## Середньовіччя

### Буртасія (~700-990)
У VIII сторіччі починається перехід з Надозів'я на Середнє Надволжя булгарських племен: берсуліа, баланджаріа, савіріа, есегеліа. Рух булгар до Середнього Надволжя тривав до XX сторіччя, нерідко через Горішнє Посур'я. Завдяки такому руху у Горішньому Посур'ї осіли буртаси.
Столицею буртаської держави став Буртас, що був роташований у сучасному місті Городище (Юловське городище). У 9 сторіччя через Буртас було встановлено важливий торговий шлях із Русі на Булгарію Київ-Булгар.
Місцеві мокшанські племена не були знищені буртасами.

### Волзька Булгарія (бл. 990—1237рр.)
Буртаське князівство наприкінці X сторіччя стало частиною Волзької Булгарії.
Важливий для Булгарії торговий шлях з Русі збагачував буртасів й мокшан до монголо-татарської навали.

#### Контакти з Руссю
Давньоруські торгові люди з'явилися в області завдяки торговому шляху з Києва на Булгар, що проходив у IX—XIII ст. через Горішнє Посур'я. Завдяки торгівлі на буртаських поселеннях та давньомокшанських могильниках виявлено давньоруські речі: посуд, шифер. пряслиці та інші вироби.
У 12 сторіччі східна межа Рязансько-Пронського князівства проходила у західної межі області, річками Цна, Виша й Ока. У XII сторіччі рязанські колоністи проникають у східне Надмокшання, що знайшло своє відображення в різкому збільшенні давньоруського кругового посуду чорного кольору горшкородібних форм у буртаських й мокшанських поселеннях: Вишинські городища, Жуковські городища, Феліцатовське городище, Кармалєйське селище.
Контакти з південно-руськими князівствами перевався, а з північно-руськими скоротився після монголо-татарської навали 1237 року.

### Золотаревське городище (Сарна)
Золотаревське городище, що з VIII сторіччя Золотаревське городище ототожнюються з мокшою. У X сторіччі буртаси штурмом взяли Сарну. У XI сторіччі Золотаревська фортеця входить до складу Волзької Булгарії. Городище було створено ще у III сторіччі племена городецької культури.
Сарна була спалена 1237 року монголо-татарською ордою.

### Золота Орда (1242—1438)
В 1237 році через область проходять орда монгольського хана Батия, після чого територія стала частиною Золотої Орди.
Після заснування в 1242 році у Булгарі ставки Батия територія області увійшла в Золоту Орду.
В 1313 році місто Наровчат став резиденцією Узбек-хана й столицею окремого улусу.
В 1395 році Тамерлан розорює край Пензенської області.

### Казанське ханство (1438—1552)
В 1438 році виникає Казанське ханство, в залежності від якого перебувала й територія Пензенської області.

## Новий час

### Московська колонізація області
Після приєднання 1552 року Казанського ханства й 1556 року Астраханського ханства до Московського царства край сучасної Пензенської області відходить до порядкування Москви. Колонізація Московським царством області почалося у кінці 16 — початку 17 сторіччя. Спочатку освоювалося захід області: сточище річок Виша, Вад; потім річки Мокша.
Московських поселень було мало через постійні набіги ногаїв із півдня. На них зустрічаються характерна для московської матеріальної культури сіро-чорна кругова кераміка різних форм, сокири, землеробський інвентар, іноді монети. Поруч із московськими поселеннями виникали кладовища, де ховали за християнськими канонами: трупопокладення на спині на підстилці чи у дерев'яній колоді з хрестом на грудях.
На початку XVII сторіччя московські поселення поширюються з північного заходу на південний схід, доходять до злиття впливу річки Уза до Сури. Чисельність московських поселень досягає близько 20.

### Засічні лінії
Перша згадка про московське поселення на місці Беково відноситься до 1621 року. Московське царство будує у 1636—1648 роках Керенську, Верхньоломовську, Нижньоломовську, Інсар-Потизьку й Сарансько-Артеманську засічні лінії. У 1676—1680 роках зведена Пензенська засічна лінія. Як складова ліній були засновані міста: Верхній Ломов (1635 рік), Керенськ (1636), Нижній Ломов (1636), Пенза (1663), Мокшан (1679), Рамзаєвський острів (1679).

### Пензенська провінція / губернія
У 1719 році була утворена Пензенська провінція у складі Казанської губернії.
15 вересня 1780 року було утворено Пензенське намісництво, що проіснувало до 5 березня 1797 року. Тоді намісництво було ліквідовано, а Пенза стала центром Пензенського повіту Саратовської губернії.
Наприкінці XVIII сторіччя була зведена садиба Зубриловка князів Голіциних-Прозоровських.
9 вересня 1801 року утворена Пензенська губернія.
Пензенська губернія була серед 17 губерній, що серйозно постраждали від голоду 1891—1892 років.

## Новітня доба
У 1918 році відбулося селянське повстання в Пензенській губернії проти влади більшовиків.
У 1928 році після скасування Пензенської губернії та її повітів Пенза стає центром Пензенського району та Пензенського округу Середньо-Волзької області, у 1930 році — районним центром Середньоволзького краю (з 1935 року — Куйбишевський край), з 1937 року — районним центром у Тамбовській області.

### Пензенська область
4 лютого 1939 року Тамбовська область була розділена та утворена Пензенська область. У березні 1939 року був створений Пензенський обласний комітет ВКП(б), першим секретарем обкому став Олександр Кабанов.
При утворенні Пензенської області до її складу були передано:
- з Тамбовської області — місто Пенза, Башмаковський, Беднодемьяновський, Безсоновський, Велико-Вьясський. Голіцинський, Головінщинський, Городищенський, Зеьметчинський, Іссінський, Каменський, Керенський, Кондольський, Лунінський, Мокшанський, Наровчатський, Нижньо-Ломовський, Пачелмский, Поімський, Свіщевський, Сосєдський, Телегінський, Тернівський, Чембарський й Шемишейский райони;
- з Куйбишевської області — Барановський, Камешкірський, Кузнецький, Литвиновський, Неверкінський, Миколаївський, Ніколо-Пестровський райони;
- з Саратовської області — Бековський, Даниловський, Колишлейийком, Лопатинський, Мало-Сердобінський, Сердобський, Тамалінський райони.

19 січня 1943 року Барановський і Миколаївський райони передано до складу наново утворюваною Ульяновської області.
За часів Другої світової війни Пензенська область не зазнала окупації.

### Радіоактивне забруднення
У 1986 році Пензенська область постраждала від радіоактивних опадів після аварії на Чорнобильській АЕС. Радіоактивного забруднення зазнало 4130 км² (9,6 %) території області; 200 населених пунктів із населенням 131 тисяч осіб. У число найзабрудненіших ділянок включені Пенза-III, Согласіє, Гідрострой, Окружна та територія в Арбеково між проспектом Будівельників й залізницею.